# Kourtéré Boubacar Péage
Kourtéré Boubacar Péage ist ein Dorf im Arrondissement Niamey V der Stadt Niamey in Niger.

## Geographie
Das von einem traditionellen Ortsvorsteher (chef traditionnel) geleitete Dorf liegt im Nordwesten des ländlichen Gebiets von Niamey V, an der Abzweigung der Nationalstraße 4 von der Nationalstraße 6. Das Nachbardorf ist Kourtéré Boubacar. Das französische Wort péage bedeutet „Mautstelle“. Zu den weiteren umliegenden Siedlungen zählen das Dorf Ganguel im Nordwesten und der Weiler Chantier Kourtéré im Südwesten.
Bei Kourtéré Boubacar Péage verläuft ein in den Fluss Niger mündendes Trockental, der Kourtéré Gorou. Das Trockental hat eine Länge von 17 Kilometern und ein Einzugsgebiet von mehr als 250 Quadratkilometern. Das Wort gorou kommt aus der Sprache Zarma und bedeutet „Trockental“.

## Bevölkerung
Bei der Volkszählung 2012 hatte Kourtéré Boubacar Péage 26 Einwohner, die in 2 Haushalten lebten.